# Валдемаршвик
Валдемаршвик (на шведски: Valdemarsvik) е малък град в югоизточна Швеция, лен Йостерйотланд. Главен административен център на едноименната община Валдемаршвик. Разположен е на брега на Балтийско море. Намира се на около 200 km на югозапад от столицата Стокхолм и на около 80 km на югоизток от Линшьопинг. Основан е през 1664 г. Има малко пристанище. Населението на града е 2772 жители според данни от преброяването през 2010 г.